# Ilinca
Maria Ilinca Băcilă, conosciuta semplicemente come Ilinca (Târgu Mureș, 17 agosto 1998), è una cantante rumena.
È nota per il suo stile canoro che include lo yodel. Ha rappresentato la Romania all'Eurovision Song Contest 2017 con la canzone Yodel It!, in collaborazione con Alex Florea.

## Biografia
Ilinca proviene da una famiglia di musicisti originaria di Cluj-Napoca. Nel 2012, all'età di 14 anni, ha partecipato alla versione rumena del talent show The X Factor; due anni dopo, nel 2014, ha preso parte alla quarta edizione di Vocea României, la versione locale di The Voice, dove si è qualificata per le semifinali entrando nel team di Loredana Groza.
Nel 2017 Ilinca ha preso parte a Selecția Națională, il programma di selezione rumeno per l'Eurovision, con il brano Yodel It! in collaborazione con Alex Florea. La canzone si è qualificata dalla semifinale del 26 febbraio 2017, ottenendo il massimo dei punti da tutti e cinque i giurati e procedendo per la finale del 5 marzo. Qui Ilinca e Alex hanno vinto il voto del pubblico, ottenendo oltre 10 000 televoti e assicurandosi un posto sul palco dell'Eurovision Song Contest 2017 a Kiev, in Ucraina. Con il 6º posto nella seconda semifinale, il duo rumeno ha ottenuto l'accesso alla finale, nella quale hanno guadagnato 282 punti, finendo al 7º posto su 26 partecipanti e riportando la Romania in top ten per la prima volta dopo 7 anni.

## Discografia

### Singoli
- 2017 – Yodel It! (con Alex Florea)
- 2017 – Amici
- 2018 – Nu acum